# مالوژما
مالوژما (به لاتین: Malozhma) یک منطقهٔ مسکونی در روسیه است که در استان آرخانگلسک واقع شده‌است.